# ژانگ شیائودونگ
ژانگ شیائودونگ (انگلیسی: Zhang Xiaodong؛ زادهٔ ۴ ژانویه ۱۹۶۴) قایقران قایق بادبانی و از برندگان مدال‌های المپیک تابستانی اهل چین است.